# Péter Jakab
Peter Jakab (n. 16 august 1980, Miskolc, Ungaria, Ungaria) este un politician maghiar.

## Originea și cariera
Este președintele partidului Jobbik și membru al Parlamentului Ungariei.
A absolvit Universitatea din Miskolc în 2004. Din 2009 până în 2010 a fost profesor de istorie la Școala Gimnazială și Profesională pentru minoritatea rromă Kalyi Jag din Miskolc. El a vorbit întotdeauna deschis despre originea sa evreiască. Bunicul său a murit la Auschwitz. Bunica sa s-a convertit la creștinism în 1925 și a crescut 11 copii în Mezőtúr.
La alegerile parlamentare din 2018, a fost ales membru al Parlamentului. Din februarie până în iunie 2019 a fost liderul adjunct al grupului parlamentar Jobbik. Din iunie 2019 este liderul grupului parlamentar Jobbik.